# 佐藤冴香
佐藤 冴香（さとう さやか、1991年3月29日－）は、宮城県出身の日本の女子バドミントン選手。常盤木学園高等学校、日本体育大学体育学部体育学科卒業、バドミントン日本代表ナショナルチームメンバーに選出されていた。170 cm、左利き。2012年ロンドンオリンピック日本代表メンバー。2013年4月にヨネックスへと入社。

## 経歴
- 2008年12月9日、2009年度日本代表選手に決定される[1]。
- 2009年3月常盤木学園高等学校卒業、同年4月日本体育大学へ入学。

## 主な戦歴

### 国内試合
- 2008年
  - 全国高等学校総合体育大会　女子シングルス　準優勝[2]

### 国際試合
- 2008年
  - 世界ジュニアバドミントン選手権大会　女子シングルス　準優勝[3][4]
- 2009年
  - インドネシアオープン（BWFスーパーシリーズ）　女子シングルス　ベスト8[5][6]
  - ニュージーランドオープン（BWF GP）　女子シングルス　優勝[7][8]
  - 台湾オープン（BWF GP）　女子シングルス　準優勝[9]
- 2012年
  - ロンドンオリンピック　決勝トーナメント1回戦負傷棄権

## その他
- 常盤木学園時代の同級生になでしこジャパンの熊谷紗希がいる。